# Melíades

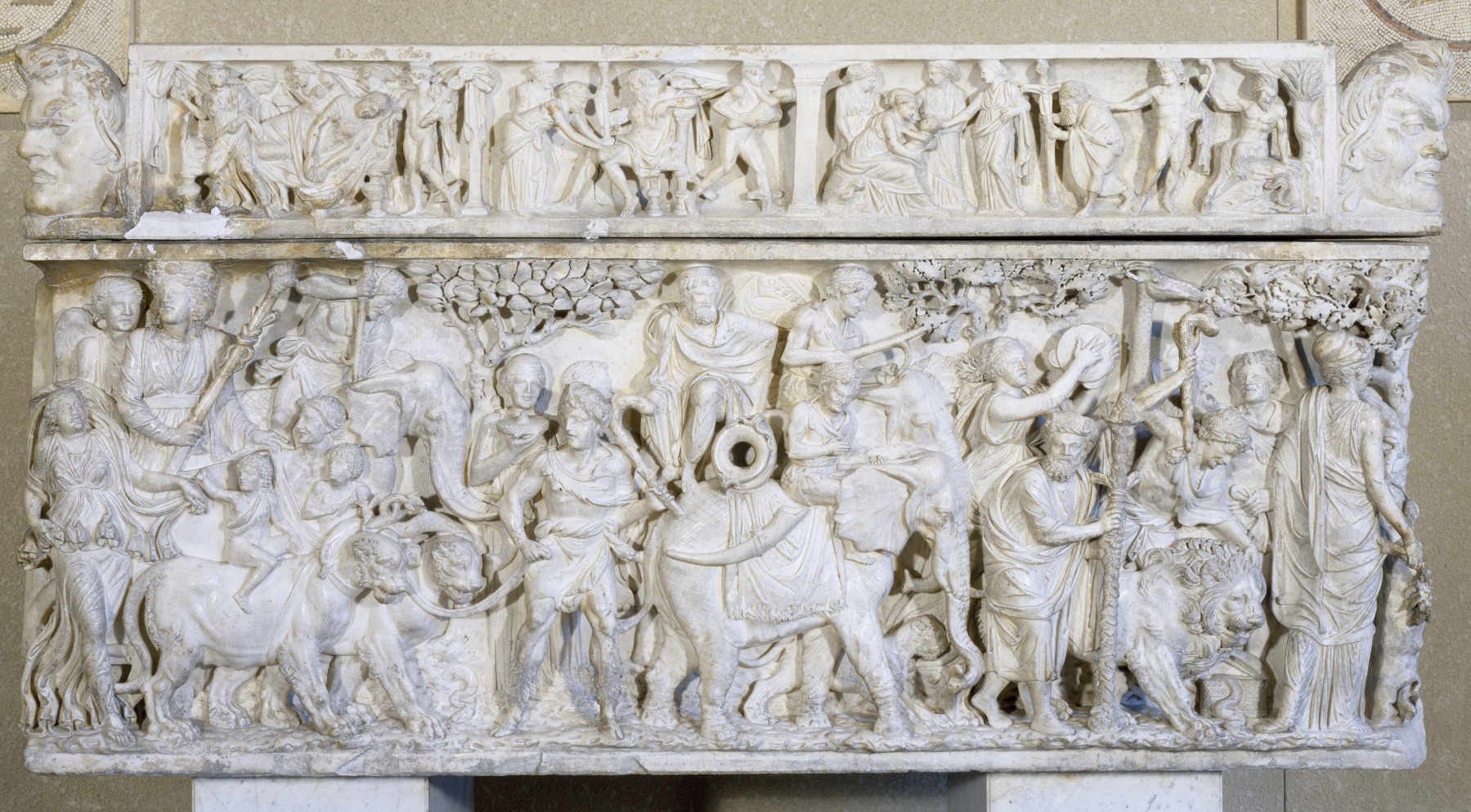
Sarcòfag romà que mostra la marxa triomfal de Dionís pel territori de l'Índia juntament amb les Melíades. Museu d'Art Walters

Segons la mitologia grega, les Melíades (en grec antic Μελιάδες), eren les nimfes dels freixes. S'originaren de la sang d'Urà que va caure sobre Gea quan Cronos el va mutilar. Són germanes de les Fúries, dels gegants i d'Afrodita.
Com a record del seu naixement sagnant, les llances dels homicides es fan amb la fusta d'aquests arbres que les nimfes habiten. També es diu que dels freixes va néixer la raça de bronze, la tercera de les que van poblar la terra, un llinatge de guerrers molt forts.